# أنتيليا
أنتيليا هي جزيرة أسطورية وقد رُئيت في القرن الخامس عشر أثناء عصر الاكتشاف، رئيت بأنها تقع في المحيط الأطلسي وقد ظهرت الروايات في عصر ما قبل الكولومبي.

## أسطورة
ظهرت قصص عن الجزر الأسطورية في المحيط الأطلنطي، وقد رويت الجزر في الكلاسيكيات القديمة
1. ↑  "معلومات عن أنتيليا على موقع treccani.it". treccani.it. مؤرشف من الأصل في 2019-12-09.